# Verbandsgemeinde Sankt Goar-Oberwesel
De Verbandsgemeinde Sankt Goar-Oberwesel is een bestuurseenheid in het district Rhein-Hunsrück-Kreis, in Rijnland-Palts, Duitsland. De Verbandsgemeinde dankt de naam aan de twee steden in de Verbandsgemeinde. De Verbandsgemeinde zetelt in Sankt Goar. Een Verbandsgemeinde  is een territoriale bestuurlijke corporatie, die uit meerdere zelfstandige steden en gemeenten (zogenoemde "Ortsgemeinden") bestaat. De verbandsgemeinde neemt van de ortsgemeinden een aantal bestuurlijke taken over, de plaatselijke gemeentes hebben als het ware een gemeenschappelijk bestuur gecreëerd zonder daarbij de politieke zelfstandigheid op te geven. Wel heeft de verbandsgemeinde een eigen verkozen gemeenteraad, en een burgemeester (hoofdberoep). 
De volgende Ortsgemeinden (gemeenten) maken deel uit van de Verbandsgemeinde:
1. Damscheid (682)
2. Laudert (423)
3. Niederburg (712)
4. Oberwesel, Stad * (3.508)
5. Perscheid (393)
6. Sankt Goar, Stad (3.024)
7. Urbar (807)
8. Wiebelsheim (495)